# Ixtapangajoya
Ixtapangajoya est une municipalité du Chiapas, au Mexique. Elle couvre une superficie de 201,2 km2 et compte 5 384 habitants en 2015.